# لس آلوراز (تگزاس)
لس آلوراز (به انگلیسی: Los Alvarez) یک منطقهٔ مسکونی در ایالات متحده آمریکا است که در شهرستان استار، تگزاس واقع شده‌است. لس آلوراز ۳۰۳ نفر جمعیت دارد و ۶۰ متر بالاتر از سطح دریا واقع شده‌است.